# Maren Köster-Hetzendorf
Maren Köster-Hetzendorf (* 1957) ist eine deutsche Historikerin und Schriftstellerin.
Maren Köster-Hetzendorf geb. Köster studierte an der Westfälischen Wilhelms-Universität in Münster Osteuropäische Geschichte und Slawistik und promovierte an der Universität Wien. 1985 begann sie ihre Tätigkeit als Redakteurin und Kriegsberichterstatterin der Tageszeitung Die Presse in Wien. Danach wechselte Köster-Hetzendorf zum Deutschen Roten Kreuz, wo sie als Pressesprecherin fungierte. Im Anschluss daran war Köster-Hetzendorf in Führungspositionen im Bereich Kongress- und Tourismuswirtschaft, beispielsweise 1996 als stellvertretende Chefredakteurin bei der Zeitschrift Conference & Incentive Management des CIM Verlag GmbH & Co. KG und 1999 als Leiterin der Redaktion Nord sowie Managing Director in Hamburg des WHO´S WHO Europa Magazins. Anfang 2004 hat sie die Agentur für Standortkommunikation „FLT Media Products“ gegründet.
Bis November 2011 war sie parteilose Bürgermeisterin der Gemeinde Grünendeich in Niedersachsen.
Köster-Hetzendorf ist verheiratet und lebt bei Stade.

## Werke
- Ich hab' Dich so gesucht …. Der Krieg und seine verlorene Kinder. Pattloch, Augsburg 1995, ISBN 978-3-629-00667-7.
- Emmis Bester. Eine durch und durch unglaubliche Geschichte aus dem Alten Land. Hannah, Stade 2006, ISBN 978-3-931735-23-4.

Beteiligt als Redakteurin an
- Brückenschlag zwischen Europa und Asien, Bundesministerium für Wirtschaftliche Zusammenarbeit und Entwicklung, Bonn 2009.
- Europa fest im Blick, Bundesministerium für Wirtschaftliche Zusammenarbeit und Entwicklung, Bonn 2010.
- Mensch. Energie. Umwelt, Bundesministerium für Wirtschaftliche Zusammenarbeit und Entwicklung, Bonn 2011.